# Клаус-Дітріх Кеніг
Клаус-Дітріх Кеніг (нім. Klaus-Dietrich König; 14 листопада 1915, Кіль — 15 грудня 1943, Атлантичний океан) — німецький офіцер-підводник, оберлейтенант-цур-зее крігсмаріне.

## Біографія
9 жовтня 1937 року вступив на флот. З жовтня 1940 по березень 1941 року пройшов курс підводника. В березні-серпні 1941 року — 1-й вахтовий офіцер на підводному човнів U-B, з листопада 1941 по січень 1943 року — на UD-5, з 16 грудня 1942 по 9 січня 1943 року виконував обов'язки командира човна. В січні-березні 1943 року пройшов курс командира човна. З 8 квітня 1943 року — командир U-972. 30 листопада вийшов у свій перший і останній похід. 15 грудня U-972 і всі 49 членів екіпажу зникли безвісти в Північній Атлантиці.

## Звання
- Кандидат в офіцери (9 жовтня 1937)
- Морський кадет (28 червня 1938)
- Фенріх-цур-зее (1 квітня 1939)
- Оберфенріх-цур-зее (1 березня 1940)
- Лейтенант-цур-зее (1 травня 1940)
- Оберлейтенант-цур-зее (1 квітня 1942)